# Grigorij Aleksandrovič Sedov
Grigorij Aleksandrovič Sedov (rusko Григорий Александрович Седов), sovjetski častnik, vojaški pilot, preizkusni pilot in heroj Sovjetske zveze, * 15. januar 1917, Baku (Azerbajdžan), † 10. april 2014, Moskva.
Po drugi svetovni vojni je bil preizkusni pilot na reaktivnih letalih pri Centralnem aerohidrodinamičnem inštitutu ZSSR.